# Омшанка
Омшанка — река в России, протекает по Параньгинскому району Республики Марий Эл. Устье реки находится в 185 км от устья Илети по правому берегу. Длина реки составляет 10 км, площадь водосборного бассейна — 31,6 км².
Исток реки в лесу в 6 км к юго-востоку от села Параньга. Река течёт на юг по ненаселённому лесу, впадает в Илеть ниже села Илеть.

## Данные водного реестра
По данным государственного водного реестра России относится к Верхневолжскому бассейновому округу, водохозяйственный участок реки — Волга от Чебоксарского гидроузла до города Казань, без рек Свияга и Цивиль, речной подбассейн реки — Волга от впадения Оки до Куйбышевского водохранилища (без бассейна Суры). Речной бассейн реки — (Верхняя) Волга до Куйбышевского водохранилища (без бассейна Оки).
Код объекта в государственном водном реестре — 08010400712112100001531.